# Jumanji – A következő szint
A Jumanji – A következő szint (eredeti cím: Jumanji: The Next Level) 2019-ben bemutatott amerikai fantasy-filmvígjáték, melyet Jake Kasdan, Jeff Pinkner és Scott Rosenberg forgatókönyvéből Jake Kasdan rendezett, a 2017-es Jumanji – Vár a dzsungel folytatásaként. A főbb szerepekben ismét Dwayne Johnson, Kevin Hart, Jack Black, Karen Gillan, Nick Jonas, Ser’Darius Blain, Madison Iseman, Morgan Turner és Alex Wolff látható. Új szereplőként Awkwafina, Danny Glover és Danny DeVito tűnik fel.
A filmet az Amerikai Egyesült Államokban 2019. december 13-án a Sony Pictures Releasing, míg Magyarországon egy nappal korábban, december 12-én mutatták be a mozikban az InterCom Zrt. forgalmazásában.

## Cselekmény
Két évvel az előző film eseményei után Spencer Gilpin, Anthony „Frigó” Johnson, Martha Kaply és Bethany Walker külön egyetemre járnak, de a karácsonyi szünetben találkoznak. Az előző este miatt Spencer csüggedtnek érzi magát, ezért előveszi a Jumanji játékot. Amikor Spencer nem jelenik meg, barátai meglátogatják az édesanyját, és Spencer nagyapját. Eddie és a látogatóban lévő, Eddie egykori barátja/üzlettársa, Milo Walker fogadják őket. Frigó, Martha, Eddie és Milo rájönnek, hogy Spencer belépett a játékba, és követik, Bethanyt pedig véletlenül hátrahagyják.
A játékban Martha Ruby Roundhouse, ugyanaz az avatár, mint az előző filmben. Frigó Sheldon Oberon professzor lesz (aki korábban Bethany volt), míg Eddie és Milo Dr. Smolder Bravestone és Franklin „Veréb” Finbar (akik korábban Spencer és Frigó voltak).
Eddie-nek és Milónak átadva a Jumanji szabályait, találkoznak Nigel Billingsley-vel, a játékvezető nem játékos karakterével, aki elárulja, hogy Jumanji-ban hatalmas szárazság pusztít. Ahhoz, hogy később majd el tudják hagyni a játékot, előbb véget kell vetniük a szárazságnak, és vissza kell szerezniük a Sólyomszív nevű mágikus nyakláncot, amelyet a hadúr és Bravestone személyes riválisa, Jurgen, a brutális lopott el. Eközben Bethany, aki még mindig a játékon kívül, a való világban van, megkeresi a Jumanji játékosát, Alex Vreeke-t, hogy segítséget kérjen.
Egy sivatagba szállítják őket, hogy üldözőbe vegyék Jurgent, és épphogy megmenekülnek egy struccraj elől, amikor találkoznak az új avatárral operáló Spencerrel, Ming Fleetfoottal, egy képzett tolvajjal. Spencer bocsánatot kérve szorult helyzetükért csatlakozik hozzájuk.
Miközben megpróbálnak elmenekülni a sivatagból, új kihívásokkal és problémákkal szembesülnek, valamint begyűjtik a Jumanji Berry-t, és felfedeznek egy zöldesen izzó vízzel teli medencét, amely lehetővé teszi számukra, hogy avatárt váltsanak. Eközben Eddie összeveszik Milóval, és kiderül, hogy barátságuknak akkor lett vége, amikor Milo Eddie háta mögött eladta a vendéglőjüket, és ezzel nyugdíjba kényszerítette őt. A sivatagon túli erdőbe utazva a csoport átkel egy sor kötélhídon, miközben egy csapat mandrill megtámadja őket.
Sikeresen átkelve a hidakon, újra találkoznak Alexszel, aki az ő avatárjaként Jefferson „Seaplane” McDonough, és Bethanyval, aki most Ciklon, egy fekete csődör, akivel csak Finbar tud beszélni. Miközben kipihenik a mandrillokkal vívott csatát, Eddie rájön, hogy Milo halálos beteg, és jóvá akarja tenni a dolgot, mielőtt meghal, ezért kibékülnek.
Együtt dolgozva a csoport átkel a Zhatmire-hegyen, és találnak egy folyót, amelynek vize ugyanolyan izzó zöld, így Spencer, Bethany és Frigó ismét eredeti avatárjaikban, Bravestone, Oberon és Finbar néven térhetnek vissza, míg Eddie és Milo Mingként, illetve Ciklonként végzik. Nem sokkal később Jurgen emberei elfogják Eddie-t és Milót.
Spencer, Martha, Frigó, Bethany és Alex szétválnak, hogy beszivárogjanak az erődbe, megmentsék csapattársaikat és megszerezzék a Sólyomszívet. Miközben megmásszák a jégfalat, Martha megkérdezi Spencert, hogy miért hagyta ott a régi életét és őt, mire ő azt válaszolja, hogy a sikere elbizonytalanította. A nő vigasztalja, emlékeztetve őt, hogy szükségünk van barátokra, amikor félünk és bizonytalanok vagyunk.
Van egy másik csata is: Spencer üldözi Jurgent a léghajójához, míg a többiek a csatlósai ellen harcolnak. Rájön, hogy Jurgen sebezhető a Jumanji Berryvel szemben, és elég hosszú időre cselekvésképtelenné teszi ahhoz, hogy Spencer ellopja a Sólyomszív nyakláncot, és őt a halálba küldje. Ezután odaadja Eddie-nek a nyakláncot, aki Milóval együtt az égbe repül, és hagyja, hogy a napfény elérje a nyakláncot, visszaállítva a varázslatot és megmentve a játékot.
Visszaadva a Sólyomszívet Nigelnek, Milo úgy dönt, hogy itt marad, és megvédi a földet. A való világba visszatérve Spencer megtanítja nagyapját a videójátékokra. Eddie, miután túltette magát a neheztelésén, meggyőzi Norát, régi étkezdéjének tulajdonosát, hogy vegye fel üzletvezetőként.
A végefőcím közepén felbukkan a fűtésszerelő, akit Spencer anyja bérelt fel. Észreveszi az asztalon lévő játékot, és érte nyúl, majd a játékból ismert struccok hada száguld el a vendéglő előtt, aminek Spencer csoportja a szemtanúja.

## Szereposztás
| Szerep                    | Színész          | Magyar hang         | Leírás |
| ------------------------- | ---------------- | ------------------- | --- |
| Dr. Smolder Bravestone    | Dwayne Johnson   | Galambos Péter      | Eddie, majd Spencer avatárja; erős, magabiztos régész, felfedező, a csapat vezetője.                                                                                        |
| Sheldon Oberon professzor | Jack Black       | Kálloy Molnár Péter | Frigó, majd Bethany avatárja; kartográfus, kriptográfus, régész és paleontológus. A geometria az erőssége.                                                                  |
| Franklin "veréb" Finbar   | Kevin Hart       | Csőre Gábor         | Milo, majd Frigó avatárja; zoológus és fegyverszakértő. Ért az állatok nyelvén.                                                                                             |
| Ruby Roundhouse           | Karen Gillan     | Nemes Takách Kata   | Martha avatárja; kommandós és táncos, harcművész. |
| Eddie Gilpin              | Danny DeVito     | Balázs Péter        | Spencer házsártos, de jó szándékú nagyapja. |
| Milo Walker               | Danny Glover     | Reviczky Gábor      | Eddie excentrikus barátja, akivel régen üzlettársak és barátok voltak. |
| Ming Fleetfoot            | Awkwafina        | Szilágyi Csenge     | Spencer, majd Eddie avatárja; tolvaj |
| Anthony "Frigó" Johnson   | Ser’Darius Blain | Ember Márk          | A Brantford Gimnáziumi futballjátékosa, aki inkább a labdarúgással foglalkozik, mint a tanulással.                                                                          |
| Martha Kaply              | Morgan Turner    | Pekár Adrienn       | Félénk és cinikus értelmiség a Brantford Gimnáziumból. Ő és Spencer összejöttek az előző film végén.                                                                        |
| Spencer Gilpin            | Alex Wolff       | Csiby Gergely       | Egy rendetlen tanuló a Brantford Gimnáziumban, Eddie unokája. Korábban Bravestone karaktere volt.                                                                           |
| Bethany Walker            | Madison Iseman   | Czető Zsanett       | Csinos, népszerű, egocentrikus, tizenéves lány a Brantford Gimnáziumban. |
| Jefferson McDonough       | Nick Jonas       | Miller Dávid        | Alex avatárja; fiatal repülőgép pilóta. |
| Alex Vreeke               | Colin Hanks      | Szatory Dávid       | Egy gyermekes, házas férfi, aki tizenéves játékosként évekig csapdába esett a Jumanji videójátékban; amíg megmentették és visszatért az előző filmben szereplő időszakához. |
| Brutális Jürgen           | Rory McCann      | Schneider Zoltán    | Jumanji új gonosztevője; egy vaskos és arrogáns nagyúr, aki világuralomra tör.                                                                                              |
| Nigel Billingsley         | Rhys Darby       | Schnell Ádám        | A játékosok a játékon belüli NPC (nem játékos karakter) útmutatója. |
| Nora Shepherd             | Bebe Neuwirth    | Bencze Ilona        | |
| Láng                      | Dania Ramírez    | ?                   | Jumanji NPC karaktere |
| Bökő                      | Massi Furlan     | Epres Attila        | Jumanji NPC karaktere |